# Guineu d'Azara
La guineu d'Azara (Lycalopex gymnocercus) és una espècie de cànid sud-americà. Alguns científics consideren que no és una espècie pròpia, sinó que forma part de l'espècie de la guineu andina. Té una llargada corporal d'uns 65 cm, fa uns 40 cm d'alçada a l'espatlla i té un pes mitjà de 4-6,5 kg. Té el pelatge gris. Aquesta guineu viu a Sud-amèrica, a l'estepa herbosa sense arbres coneguda com a pampa. Viu al Paraguai, l'est de Bolívia, l'Uruguai, el sud-est del Brasil i el nord i l'est de l'Argentina. Sol sortir a caçar de nit.